# Lamippella acanellae
Lamippella acanellae is een eenoogkreeftjessoort uit de familie van de Lamippidae. De wetenschappelijke naam van de soort is voor het eerst geldig gepubliceerd in 1983 door Grygier.